# Dissotis caloneura
Dissotis caloneura är en tvåhjärtbladig växtart som beskrevs av Ernest Friedrich Gilg och Adolf Engler. Dissotis caloneura ingår i släktet Dissotis och familjen Melastomataceae. Utöver nominatformen finns också underarten D. c. pilosa.